# Parastenocaris brevipes
Parastenocaris brevipes is een eenoogkreeftjessoort uit de familie van de Parastenocarididae. De wetenschappelijke naam van de soort is voor het eerst geldig gepubliceerd in 1913 door Kessler.